# Afspraak voor bezichtiging
Afspraak voor bezichtiging is een spel van Michael Kittermaster, waarvan een radio- en een televisieversie bestaat. Appointment to View werd op 11 augustus 1972 in de tv-versie door de BBC uitgezonden. Lies de Wind vertaalde die en de TROS zond ze als hoorspel uit op woensdag 9 juni 1976, van 22:57 uur tot 23:55 uur. De regisseur was Harry Bronk.

## Rolbezetting
- Kees Brusse (hij, Vane)
- Barbara Hoffman (zij, Myra)

## Inhoud
Een buitengewoon intelligent maar vereenzaamde vrouw biedt haar woning te koop aan. Een van de aspirant-kopers blijkt een man met een deerlijk verminkt gezicht te zijn, hetgeen hem in ernstige mate van zijn medemens heeft vervreemd. Bij deze vrouw echter ondervindt de man begrip en sympathie. Zelfs gaat zij in op zijn avances, hetgeen zij op haar beurt niet zonder bijbedoelingen doet. Als de man ten slotte ervaart waarom zij hem, met al zijn ellende, zo positief tegemoet is getreden, krijgt hij een hevige uitbarsting van woede…